# Estronadelfita
L'estronadelfita és un mineral de la classe dels fosfats, que pertany al grup de l'apatita. Rep el nom de l'element estronci, i αδελφóσ, el terme grec per "germà", com a mineral anàleg amb estronci de la fluorapatita.

## Característiques
L'estronadelfita és un fosfat de fórmula química Sr₅(PO₄)₃F. Va ser aprovada com a espècie vàlida per l'Associació Mineralògica Internacional l'any 2008. Cristal·litza en el sistema hexagonal. La seva duresa a l'escala de Mohs és 5. És una espècie isostructural amb la fluorapatita.
Segons la classificació de Nickel-Strunz pertany a «08.BN - Fosfats, etc. amb anions addicionals, sense H₂O, només amb cations de mida gran, (OH, etc.):RO₄ = 0,33:1» juntament amb els següents minerals: aradita, magganasita, fluorpiromorfita, fluorsigaiïta, fluoralforsita, alforsita, belovita-(Ce), clorapatita, mimetita-M, johnbaumita-M, fluorapatita, hedifana, hidroxilapatita, johnbaumita, mimetita, morelandita, piromorfita, fluorstrofita, svabita, turneaureïta, vanadinita, belovita-(La), deloneïta, fluorcafita, kuannersuïta-(Ce), hidroxilapatita-M, fosfohedifana, hidroxilpiromorfita, fluorfosfohedifana, carlgieseckeïta-(Nd), vanackerita, miyahisaïta, pieczkaïta, hidroxilhedifana, pliniusita, parafiniukita, arctita, krügerita i goryainovita.
L'exemplar que va servir per a determinar l'espècie, el que es coneix com a material tipus, es troba conservat al Museu Mineralògic Fersman, a Moscou, amb el número de registre 3693/1.

## Formació i jaciments
Va ser descoberta a la mina d'apatita de Kirovskii, situada al mont Kukisvumtxorr, dins el massís de Khibini (óblast de Múrmansk, Rússia). Més tard, en el 2017, va ser descrita a la pedrera Bortolan, a la localitat brasilera de Poços de Caldas, a Minas Gerais. Amb aquest nou indret són dos els llocs a tot el planeta on es pot trobar aquesta espècie mineral.